# Бесарес (Ла-Ріоха)
Бесарес (ісп. Bezares) — муніципалітет в Іспанії, у складі автономної спільноти Ла-Ріоха. Населення — 20 осіб (2009).
Муніципалітет розташований на відстані близько 230 км на північ від Мадрида, 21 км на південний захід від Логроньйо.

## Демографія
Динаміка населення (INE ):

## Галерея зображень

Розташування муніципалітету